# گیاه‌پارچ مانتالینگاجان
گیاه‌پارچ مانتالینگاجان (نام علمی: Nepenthes mantalingajanensis) نام یک گونه از سرده گیاه‌پارچ‌ها است.